# Uczennica (film)
Uczennica – polski czarno-biały telewizyjny film wojenny z 1981 roku w reżyserii Ludmiły Niedbalskiej. 
Scenariusz filmu powstał na podstawie książki Stanisława Majewskiego pt "Anna Maria" o losach Anny Marii Hinel (1924-1943) - członkini ZWZ-AK, ofiary obozu Auschwitz-Birkenau. Podczas realizacji filmu wykorzystano materiały z Archiwum Wytwórni Filmów Dokumentalnych w Warszawie oraz kompozycje muzyczne: Andrzeja Korzyńskiego, Henryka Kuźniaka, Piotra Figla i Carla Teike.

## Opis fabuły
Dziennikarz (Jerzy Kryszak) otrzymuje od emerytowanego pracownika poczty pamiętnik córki jego przyjaciela z okresu II wojny światowej. Na jego podstawie próbuje odtworzyć fakty z życia 16 - letniej Hani, uczestniczki ruchu oporu. Dziewczyna została aresztowana przez Gestapo i osadzona najpierw na Pawiaku, a następnie zesłana do obozu koncentracyjnego w Oświęcimiu. Z lektury pamiętnika wyłania się obraz przemiany delikatnej i kruchej Hanny w dzielną i dojrzałą osobę.

## Obsada
- Ewa Serwa - Anna Hinelówna
- Barbara Rachwalska - Maria Fernikowa, babcia Anny
- Teresa Lipowska - Jadwiga Hinelowa, matka Anny
- Tomasz Zaliwski - Wawrzyniec Hinel, ojciec Anny
- Jerzy Kryszak - dziennikarz
- Wiesława Mazurkiewicz - matka dziennikarza
- Wieńczysław Gliński - ojciec dziennikarza
- Magdalena Celówna - współwięźniarka Anny na Pawiaku
- Ewa Radzikowska
- Anna Sobik - współwięźniarka Anny na Pawiaku
- Jacek Borkowski - gestapowiec
- Paweł Galia - tłumacz gestapowca
- Jacek Kałucki
- Jerzy Zygmunt Nowak - listonosz Franek
- Gerardo Ojeda-Kroneberg
- Tomasz Stockinger - konspirator
- Andrzej Szenajch
- Andrzej Żółkiewski - gestapowiec na Pawiaku
- Juliusz Lubicz-Lisowski - mężczyzna z parasolem na ulicy